# 돗토리시모촌
돗토리시모촌(鳥取下村)은 오카야마현 아카이와군에 있던 촌이다. 현재의 아카이와시에 해당한다.

## 역사
- 1889년 6월 1일 - 정촌제 시행에 의해 아카사카군 돗토리시모촌이 성립하였다.
- 1900년 4월 1일 - 군의 통합에 의해 아카이와군에 소속되었다.
- 1902년 4월 1일 - 히가시타카쓰키촌, 돗토리나카촌과 합병해 고요촌이 신설하여 폐지되었다.

## 참고문헌
- 角川日本地名大辞典 33 岡山県
- 『市町村名変遷辞典』東京堂出版、1990年。